# Francesco Zuccarelli
Pour les articles homonymes, voir Zuccarelli.
Francesco Zuccarelli (Pitigliano 15 août 1702 - Florence 30 décembre 1788), est un peintre et un graveur italien du XVIIIe siècle.

## Biographie
Il s'est d'abord formé à Florence et à Rome comme peintre de figures, et fut le dernier élève de Giovanni Morandi.
Il s'installe à Venise vers 1730, il s'y marie et ne tarde pas à se faire connaître par son talent pour le paysage. Le consul anglais, Joseph Smith, devient son protecteur et lui fait réaliser un grand nombre de tableaux lesquels, envoyés à Londres, y furent vendus à des prix élevés. 
Zuccarelli part ensuite en Angleterre où il reste cinq ans,  occupé par de riches amateurs à peindre les sites les plus riants et les points de vue les plus agréables des bords de la Tamise. II fut un des premiers membres et membre fondateur de la Royal Academy de Londres.
De retour en Italie, il continue de cultiver son art. Algarotti que l'électeur de Saxe avait chargé de faire exécuter par les meilleurs peintres des ouvrages pour décorer la galerie de Dresde lui commande deux tableaux dont il s'empresse de remplir l'honorable commission. Le roi de Prusse, les ayant vus à Dresde, voulut en avoir des copies de la main même de l'artiste. 
Quoiqu'il fût un très habile dessinateur, Zuccarelli, déjà sexagénaire, allait tous les jours à l'académie dessiner d'après le modèle vivant. Il mourut en 1788.

## Œuvre
A Venise, il peint des paysages décoratifs à tonalité arcadienne, inspiré de la production du Lorrain et de Marco Ricci. Ses paysages se distinguent par une touche facile, par une admirable entente de couleurs, mais surtout par le soin avec lequel les moindres accessoires y sont traités. Dans la plupart, il a placé des figures dont on loue la correction. Toutes ses têtes ont un caractère de noblesse qu'on retrouve même dans celles des paysans. Ses fêtes galantes et banquets en plein air séduisent la clientèle européenne.
Vivarès et d'autres artistes ont gravé plusieurs ouvrages de ce maître en France et en Angleterre.
- Chasse au taureau, vers 1735, huile sur toile, 114 × 150 cm, Gallerie dell'Accademia de Venise[3]
- L'Enlèvement d'Europe, 1740-1750, huile sur toile, 142 × 208 cm,  Gallerie dell'Accademia de Venise [4]
- Bacchanales, 1740-1750, huile sur toile, Galeries de l'Académie de Venise [5]
- Paysage avec jeunes filles près d'une rivière, 1760-1770, huile sur toile, 118 × 137 cm, Gallerie dell'Accademia de Venise[3]
- Paysage avec saint Jean-Baptiste, 1765,  huile sur toile, 132 × 94 cm, Gallerie dell'Accademia de Venise[6]

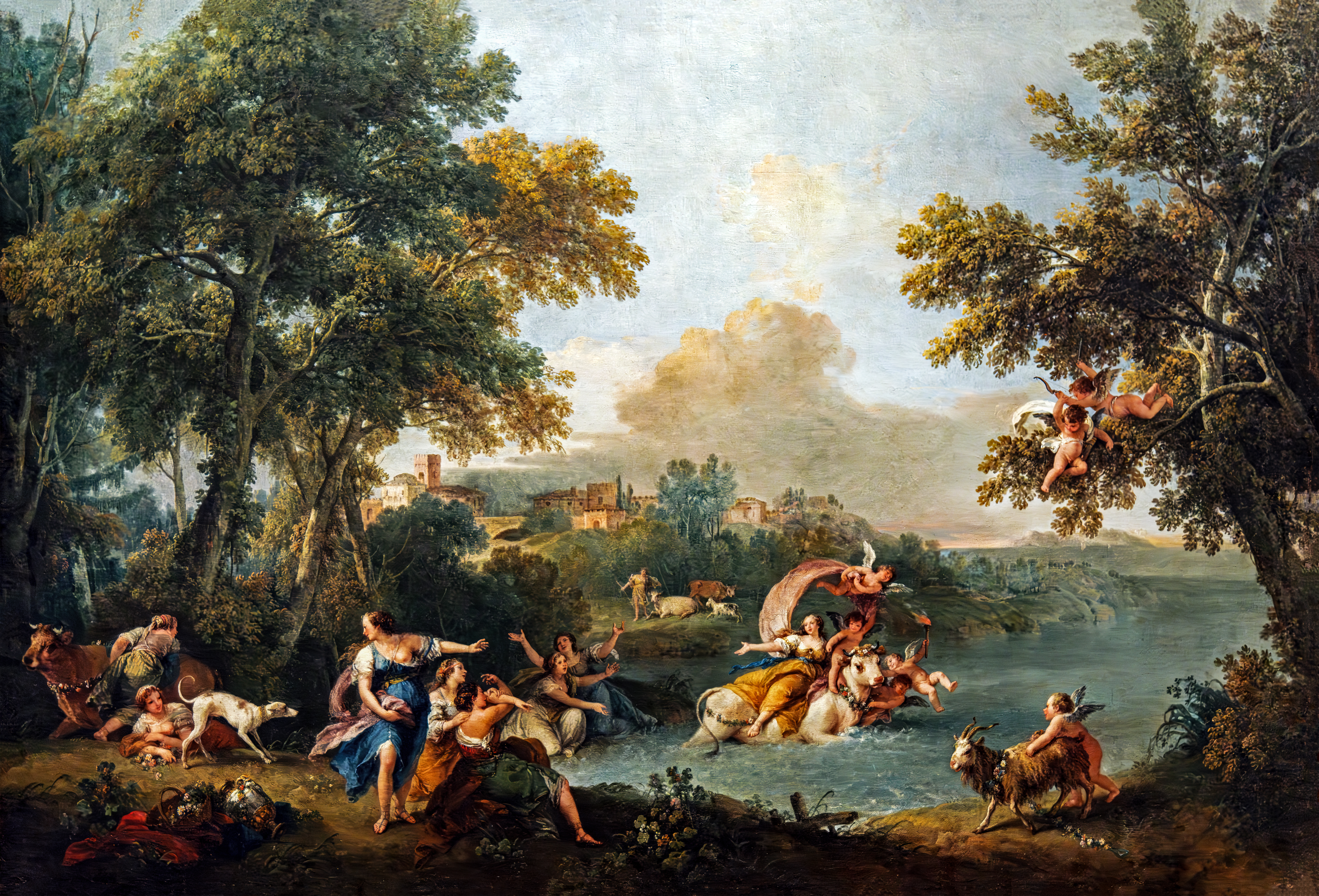
L'enlèvement d'Europe - Galeries de l'Académie de Venise.
Bacchanales - Galeries de l'Académie de Venise
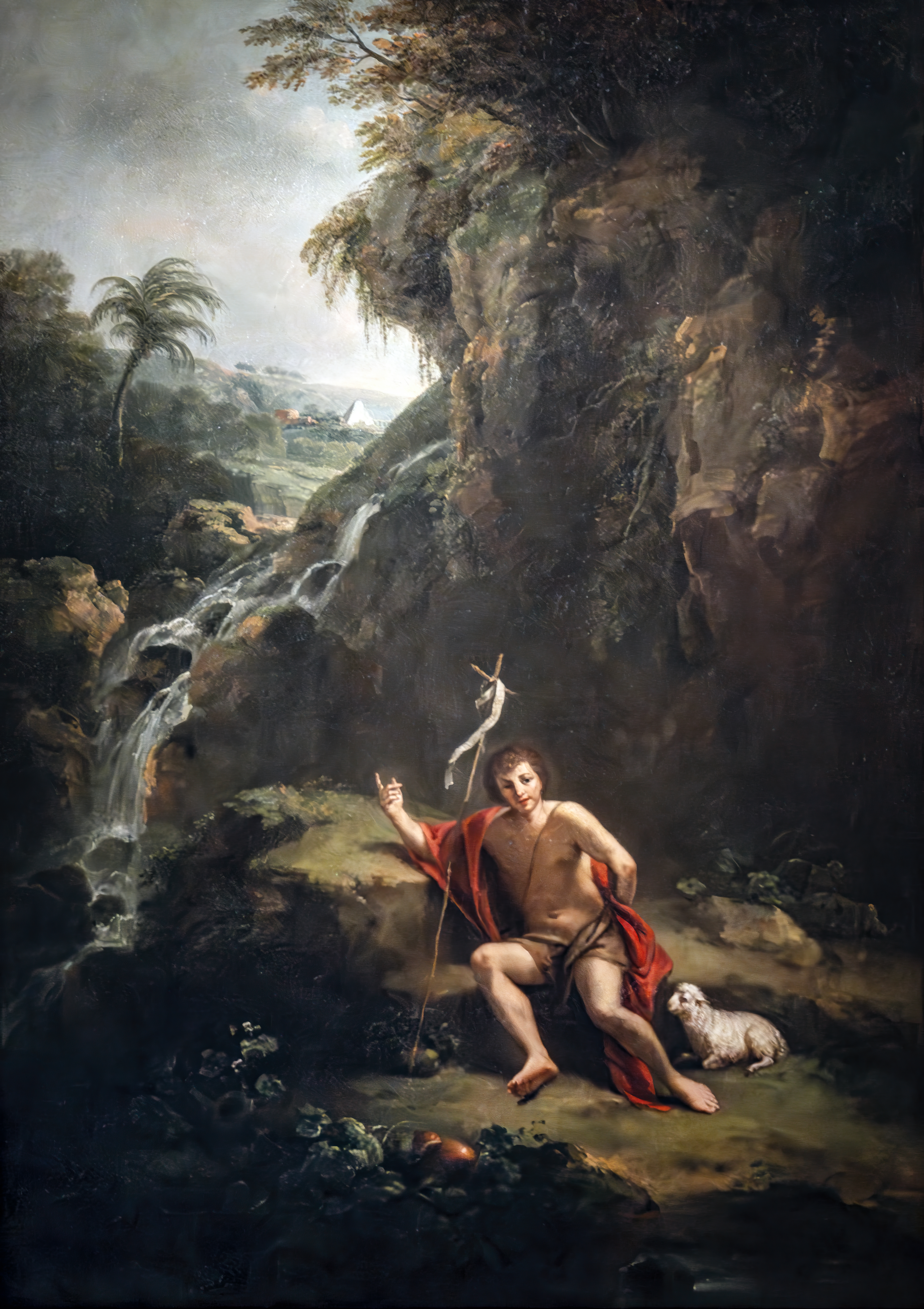
Paysage avec saint Jean-Baptiste - Galeries de l'Académie de Venise
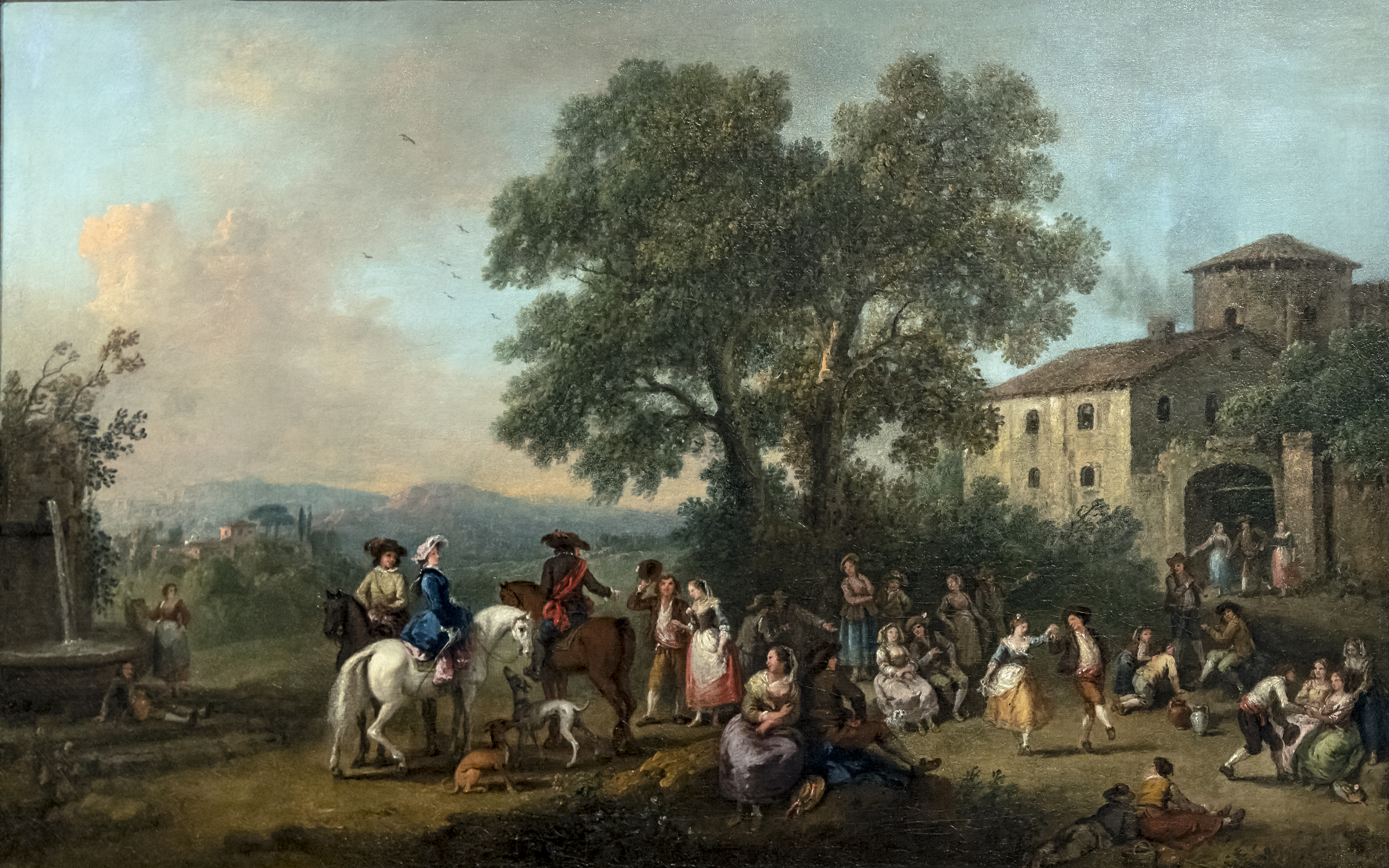
Fête champêtre - Fondation Bemberg Toulouse.
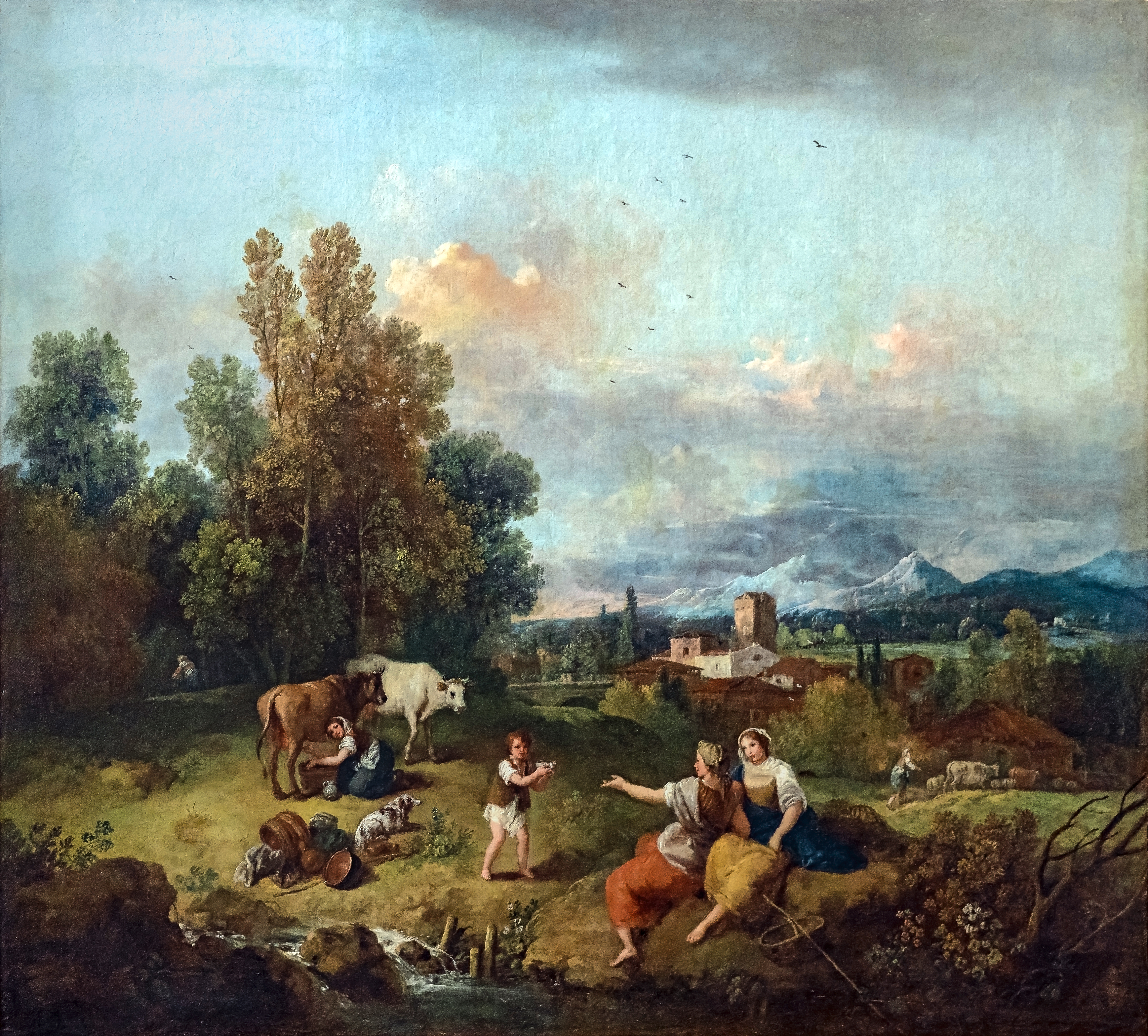
Pastorale - Ca' Rezzonico Venise.
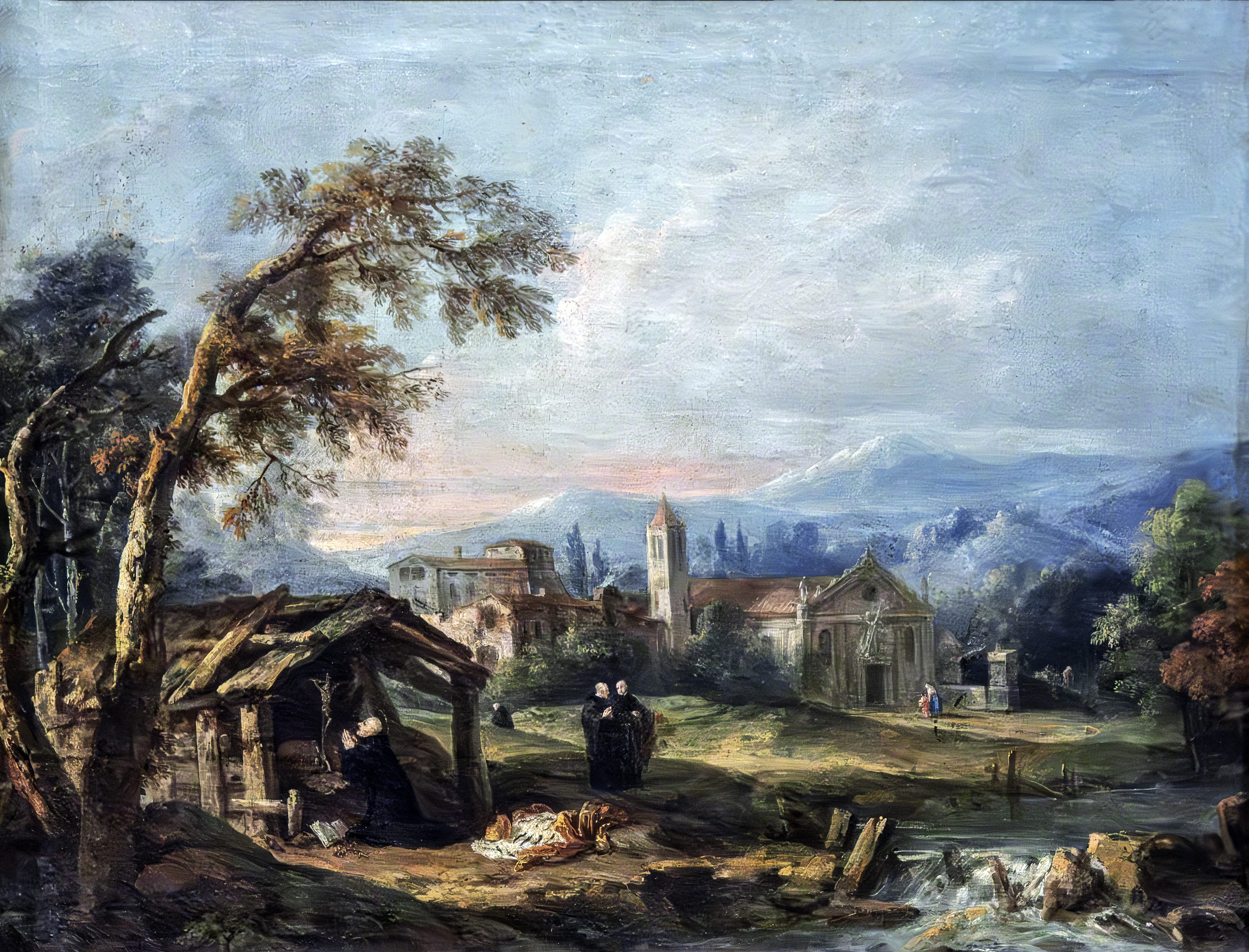
Paysage avec quelques moines et une petite église, Pinacothèque Egidio-Martini
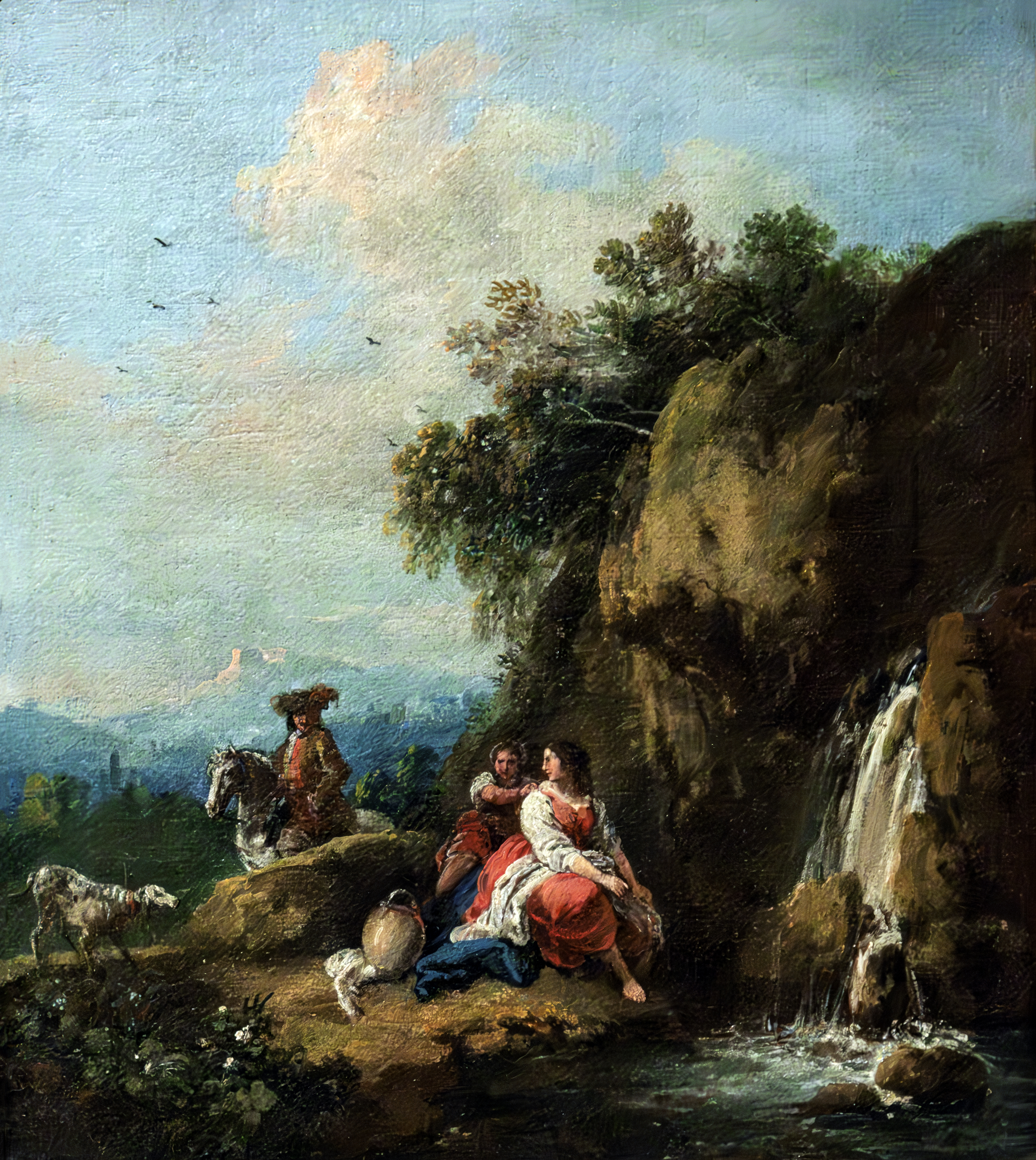
Paysage avec cavalier et bergère près d'une cascade, Pinacothèque Egidio-Martini
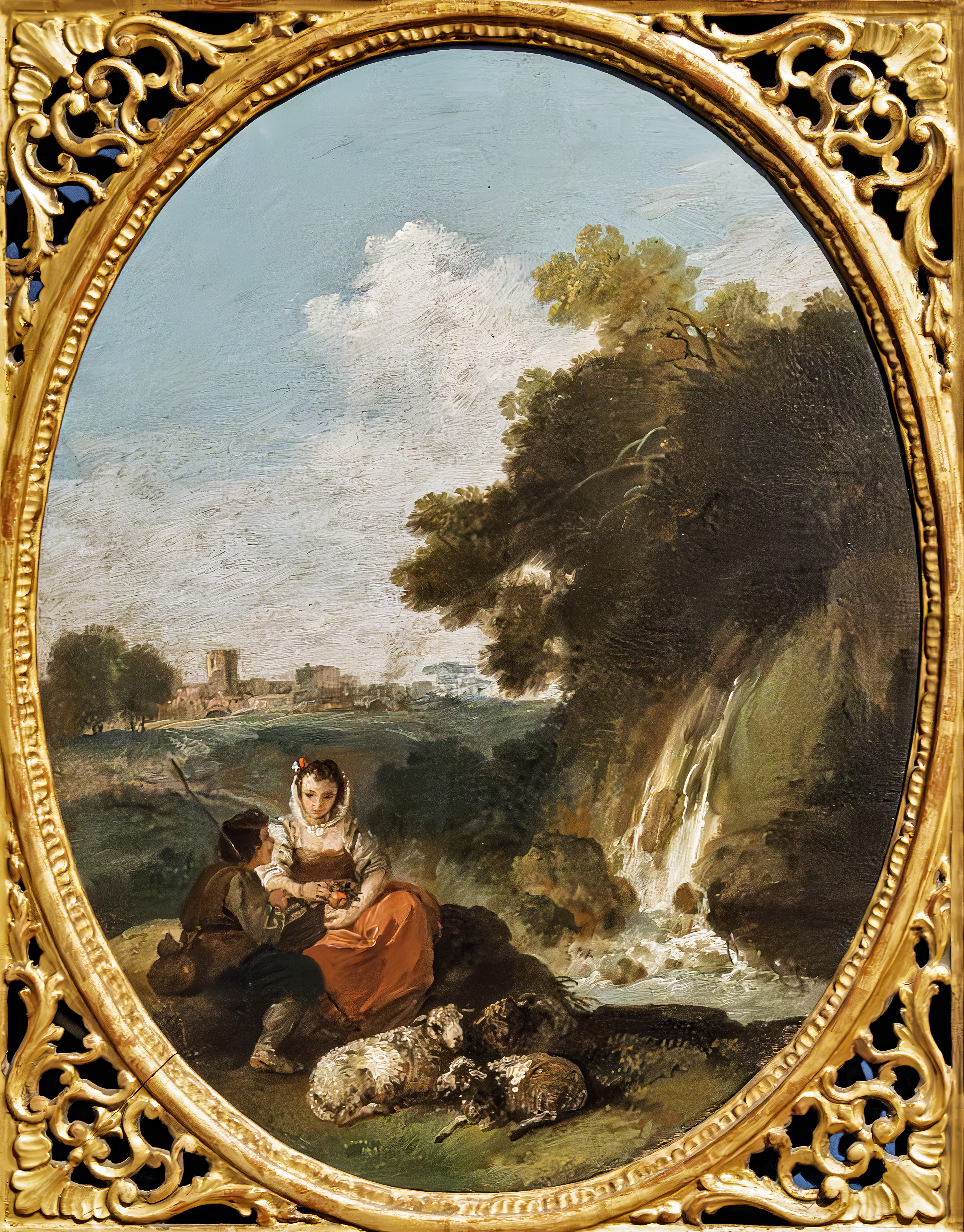
Deux bergers près d'une cascade, Pinacothèque Egidio-Martini

Gravures
Zuccarelli a gravé, dans sa jeunesse, à l'eau-forte, un certain nombre de pièces très recherchées des amateurs. Parmi ses estampes on distingue la Vierge d'après Andrea del Sarto, les Vierges sages et les vierges folles d'après Manozzi et la Statue de la Victoire d'après le marbre de Michel-Ange. Il a gravé deux fois cette dernière pièce (voir : les Notizie degli intaglia tori de Gandellini, et Manuel des curieux de Huber, etc.
Gravure d'interprétation
On remarque dans les collections du Kedleston Hall au Royaume-Uni, Nymphes sportives, gravure de Victor-Marie Picot d'après Francesco Zuccarelli.